# الجدول الزمني لهجمات 11 سبتمبر
الجدول الزمني لهجمات 11 سبتمبر هي قائمة مرتبة ترتيبًا زمنيًا لجميع الأحداث الرئيسية المؤدية إلى وأثناء وبعد الهجمات الإرهابية على نيويورك وواشنطن في ذلك اليوم. يبدأ الجدول الزمني مع الانتهاء من بناء برج مركز التجارة العالمي مرورًا بالذكرى الأولى للهجمات عام 2002.

## خلفية تاريخية
- 1970 - الانتهاء من بناء برج من مركز التجارة العالمي.
- 1973 - الانتهاء من بناء البرج الثاني من مركز التجارة العالمي.
- 1988 - أسامة بن لادن يؤسس تنظيم القاعدة.
- 1993 - تفجير مركز التجارة العالمي.
- 1995 - الكشف عن عملية بوجينكا من شرطة مانيلا على جهاز كمبيوتر محمول في شقة بعد نشوب حريق.
- 1996 - حركة طالبان تستولي على أفغانستان.
- 1998 - تفجير سفارات الولايات المتحدة في كينيا وتنزانيا.
- 1999 - اختطاف طائرة هندية ومقتل أحد الركاب والإفراج عن الآخرين.
- 2000 - تفجير مدمرة يو إس إس كول في اليمن.

## التخطيط
- 1992 - محمد عطا يصل إلى ألمانيا.
- 1994 - بداية التخطيط على عملية بوجينكا في الفلبين.
- 1995 - إحباط عملية بوجينكا، سعيد بحجي ورمزي بن الشيبة يصلان إلى ألمانيا.
- 1996 - مروان الشحي وزياد جراح يصلان إلى ألمانيا.
- 1997 - زكريا الصبار يصل إلى ألمانيا.
- 1998 - تجنيد الإرهابيين في ألمانيا بدأ.
- 1999 - الانتهاء من تشكيل خلية هامبورغ.
- 2000 - قمة القاعدة في كوالالمبور في ماليزيا، الطياريون توجهوا إلى الولايات المتحدة وارتادوا مدرسة تعليم الطيران.